# Jean-Frédéric de La Tour du Pin Gouvernet

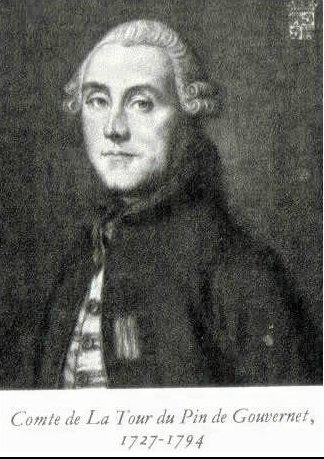
Jean-Frédéric de La Tour du Pin Gouvernet

Jean-Frédéric, marquis de La Tour du Pin, comte de Gouvernet (* 22. März 1727 in Grenoble; † 28. April 1794) war ein französischer Offizier und 1790–1791 Kriegsminister.

## Leben

### Familie
Er war Sohn des Jean de La Tour du Pin Gouvernet, baron de Cubzac, genannt le comte de Paulin und der Mutter Suzanne de La Tour. Er selbst heiratete in erster Ehe 1753 Marie-Thérèse Billet und 1755 in zweiter Ehe Cécile-Charlotte-Marguerite Guynot [oder Guinot] de Mauconseil. Aus der zweiten Ehe ging die Tochter Cécile-Suzanne und der Sohn Frédéric-Séraphin hervor.

### Militärlaufbahn
Tour de Pin war seit 1741 Berufsoffizier in der königlichen Armee. Er war später Kommandeur verschiedener Regimenter. Vor allem im Siebenjährigen Krieg zeichnete er sich aus. Er stand zuletzt in der Position eines Lieutenant-général. Durch seine Heirat wurde die Provinz Saintonge zu seinem Lebensmittelpunkt. Ludwig XVI. ernannte ihn zum Militärkommandanten unter anderem dieses und benachbarter Gebiete.
Der Adel von Saintes wählte ihn 1789 in die Generalstände. Er war einer der ersten Adeligen, die sich dem Dritten Stand anschlossen. Tour du Pin hielt in Versailles ein offenes Haus. Abgeordnete aller Couleur trafen sich dort alle zwei Wochen zu einem Dinner. Zu den Gästen gehörte auch Maximilien Robespierre.
Ludwig XVI. ernannte ihn im August 1789 zum Kriegsminister. Als solcher hat er verschiedene bedeutende Reformen angestoßen. In den Bereich der symbolischen Politik gehörte, dass er die Trikolore beim Militär einführte. Insbesondere bemühte er sich um die Wiederherstellung der militärischen Disziplin.
Nachdem er 1790 eine Meuterei in Nancy (Nancy-Affäre) niederschlagen ließ und harte Strafen verhängte, kam es zu Protesten der Sansculotten in den Straßen von Paris. In der Konstituante wandte sich unter anderem Georges Danton gegen ihn.
Tour du Pin trat im November 1790 zurück und ging nach England ins Exil. Als Ludwig XVI. der Prozess gemacht wurde, kehrte er nach Frankreich zurück, um für seine Vorstellung einer konstitutionellen Monarchie zu streiten. Nachdem er feststellen musste, dass sein Bemühen keinen Erfolg hatte, zog er sich nach Auteuil zurück. Dort wurde er am 31. August 1793 verhaftet.
Er wurde aus dem Gefängnis heraus als Zeuge zum Prozess gegen Marie-Antoinette gebracht. Diese verteidigte er engagiert. Er weigerte sich sie als Witwe Capet zu bezeichnen, wie es der Ankläger Antoine Quentin Fouquier-Tinville gefordert hatte. In der Folge lebte er fast sieben Monate im Gefängnis, ehe er am 28. April 1794 zusammen mit seinem Bruder verurteilt und hingerichtet wurde.